# Partula calypso
Partula calypso је пуж из реда Stylommatophora и фамилије Partulidae. 

## Угроженост
Ова врста је крајње угрожена и у великој опасности од изумирања.

## Распрострањење
Палау је једино познато природно станиште врсте.

## Станиште
Врста Partula calypso има станиште на копну.